# Heteropogon rubigipennis
Heteropogon rubigipennis là một loài ruồi trong họ Asilidae. Heteropogon rubigipennis được Macquart miêu tả năm 1849.